# Thom Pace
Pour les articles homonymes, voir Pace.
Thomas Michael Pace (né le 13 janvier 1949 à Boise, Idaho) est un auteur-compositeur-interprète américain, surtout connu pour la chanson Maybe, qui est devenue le thème de La Légende de James Adams et de l'ours Benjamin (The Life and Times of Grizzly Adams).
La chanson commence comme un medley intitulé Wear The Sun In Your Heart / Maybe. Pace avait initialement conçu la chanson Maybe pour le film The Snow Tigers, mais elle est finalement devenue la chanson thème du film et de la série télévisée de Sunn Classic Pictures, The Life And Times Of Grizzly Adams, qui étaient tous deux vaguement basés sur une biographie. écrite par Charles E. Sellier Jr.. L'émission mettait en vedette Don Haggerty dans le rôle de James Capen Adams, qui, selon le film et la série, avait fui de fausses accusations de meurtre dans les montagnes et la forêt à proximité. Le film fait pour la télévision The Capture Of Grizzly Adams, qui mettait également en vedette Haggerty et prenait également Maybe comme thème, et finalement montrait à Adams innocenté.
Une autre version, le thème d'un album que Pace a enregistré et sorti dans les années 1970, est sortie en single en Europe. Maybe a atteint le numéro un en Allemagne et y est resté pendant neuf semaines. Pace a reçu le Goldene Europa Award, la version allemande du Grammy Award de la meilleure chanson de 1980. La chanson a également atteint le n° 14 dans le UK Singles Chart et le n° 23 dans le Kent Music Report Singles Chart australien.
Il a également écrit et composé, souvent en collaboration avec Maria Hegsted, des chansons pour d'autres films, dont Movies of the Week de NBC, Vestige Of Honor et Can You Feel Me Dancing, en plus de longs métrages tels que Night of the Comet et State Park.

## Discographie
Albums
- 1980 : Maybe (Capitol Records)
- 2002 : Not in Compliance
- 2018 : Come Down Hard (Youth Rising) Thom Pace Music